# Accident d'un Antonov An-26 à Kinshasa en 2007
L'Accident d'un Antonov An-26 à Kinshasa ou l'Accident de Kingasani est une catastrophe aérienne qui s'est produit le 4 octobre 2007 à Kinshasa en république démocratique du Congo. Un Antonov An-26 décolle de l'Aéroport international de Kinshasa-Ndjili, puis s'écrase après quelques secondes sur le quartier de Kingasani à l'Est de Kinshasa. 
Cet accident est fortement similaire à la Catastrophe de Kinshasa de 1996, ou un Antonov An-32B ne pouvant décoller, termine sa course sur un marché en bout de piste. 

## Contexte
Les premiers rapports faisaient état de la mort de tous les passagers y compris de tous les membres d'équipage. Cependant, le mécanicien de bord aurait finalement survécu à l'accident. D'autres sources affirment qu'une hôtesse de l'air aurait également survécu, ce qui porterait le nombre total de survivants à deux. A l'image de la catastrophe de 1996, les victimes au sol sont nombreuses soulignant le manque de structure. 
Dès lendemain de l'accident, le président Joseph Kabila limoge son ministre des transports, Rémy Henri Kuseyo Gaanga. Le gouvernement est fortement critiqué pour son incapacité à réguler la sécurité aérienne. L'Antonov  est qualifié de « cercueil volant ».  En effet, la compagnie était sur la liste noire de l'Union européenne.

## Causes de l'accident
Le ministère russe des Affaires étrangères, évoque la perte d'une hélice, ensuite une aile aurait heurté un obstacle (arbre), la sectionnant. L'avion s'immobilise alors dans le marché du district de Tshangu, Kimbanseke (Kingasani).